# フラトレス
フラトレス(Fratres)は、アルヴォ・ペルトが作曲した室内アンサンブルのための作品である。後にいくつかの異なる楽器のために編曲されている(これについては後述)。

## 概要
1977年にエストニアの古楽団体ホルトゥス・ムジクスからの委嘱によって作曲された作品で、「ティンティナブリ様式」による書法で生み出された、ペルトの作品の中で最も演奏頻度が高く且つ有名な作品である。なおタイトルの「フラトレス」は「親族、兄弟、同士」といった意味を指す。
後にペルト自身によりいくつかの異なる楽器のために編曲されている。独奏ヴァイオリンと弦楽合奏の版や、ヴァイオリニストのギドン・クレーメルのために編曲されたヴァイオリンとピアノのための版が現在多く演奏されている。

## 楽器編成
本来は古楽のアンサンブルのための作品であるが、上述の通り、ペルトはこの作品のために異なる楽器編成のいくつかの形に編曲しており、1977年から現在にかけて行っている。主な編成は以下の通りである。
- 弦楽と打楽器のための(1983,1991改訂)
- 独奏ヴァイオリン、弦楽と打楽器のための(1992)
- 弦楽四重奏のための(1989)
- チェロとピアノのための(1980)
- 8つのチェロのための(1982)
- 管楽八重奏と打楽器のための(1977)
- 弦楽五重奏、木管五重奏、古楽アンサンブル(1977,オリジナル版)
- 打楽器のための(2007)

など多くの版が存在する。

## 構成
作品は持続する低音の上で、聖歌風の旋律を反復し続けるというものである。演奏時間は約7分から12分。